# KB Bashkimi
El KB Bashkimi Prizren  es un club de baloncesto profesional de la ciudad de Prizren, que milita en la ETC Superliga, la máxima categoría del baloncesto kosovar. Disputa sus partidos en el Sezair Surroi, con capacidad para 3200 espectadores.

## Historia
Tras terminar la Guerra de Kosovo en 1999 (no hubo competición ni en la temporada 1997-1998 ni en la 1998-1999), ganaron la Copa de baloncesto de Kosovo en 2001. 
Algunos de los mejores jugadores que han pasado por el equipo son: Davor Pejcinovic, Johny Philips, Lee Benson, Schin Kerr, Vedran Bosnic, Billy Armstrong, Bledar Gjeqaj o William Njoku.
En la temporada 2015-2016, KB Bashkimi Prizren se convirtió en el tercer equipo kosovar en disputar la Balkan League.

## Nombres
- KB Bashkimi (hasta 2009)
- KB Big Brother Bashkimi (2009-2011)
- KB Bashkimi (2011-presente)

## Posiciones en liga
| - 2002: 2º - 2003: 7º - 2004: 3º - 2005: 6º - 2006: 8º-(Superleague) - 2007: 10º-(Superleague) - 2008: (Liga e pare) - 2009: 3º | - 2010: 3º - 2011: 7º - 2012: 4º - 2013: 3º - 2014: 3º - 2015: 3º - 2016: 3º |

## KB Bashkimi Prizren en la Balkan League
| Equipo          | 2015/2016                     |
| Beroe           | 70-88 / 90-80                 |
| Kožuv           |                               |
| Levski Sofia    | 94-75 / 77-60                 |
| Lovćen          | 95-61 / 66-75                 |
| Mornar Bar      | 74-80 / 78-63                 |
| Peja            | 82-73 / 83-70                 |
| Sigal Prishtina |                               |
| Teodo Tivat     | 79-78 / 63-60 / 68-69 / 76-82 |
| Posición        | 7º                            |
| Resultado       | (6-8)                         |

## Palmarés
- Campeón de la Copa de baloncesto de Kosovo

2001
- Campeón de la Supercopa de Kosovo

2001

## Jugadores destacados
| - Bruno Daliu - Bledar Gjecaj - Endrit Hysenagolli - Dritan Mema - Gerti Shima - Mirza Ahmetbašić - Aldin Kadic - Abdurahman Kahrimanovic - Mujo Tuljković - Stefan Haynes - Josip Blajić - Dino Erceg - Davor Pejcinovic - Denis Vrsaljko - Arber Tolaj - Efthymios Tsakaleris - Albatrit Berisha - Artin Gashi - Muhamed Hasani - Kreshnik Juniku - Blerim Mazreku | - Fisnik Mehmeti - Mustafe Merovci - Granit Rugova - Rokas Ūzas - Siniša Avramovski - Enes Hadžibulić - Igor Trajkovski - Željko Jovanović - Dragomir Marojevic - Boban Medenica - Sani Ibrahim - Qendrim Hajdaraj - Kushtrim Hyda - Adnan Mustafa - Billy Armstrong - Lee Benson - Demarius Bolds - Charles Bronson (baloncestista nacido en 1983) - Philip Brooks - Tre Bussey - Justin Cecil | - Mark Dawson - Spencer Dixon - Donte Gennie - Derek Grimm - Jermont Horton - Kejuan Johnson - Noel Johnson - Schin Kerr - Tawaski King - Darrell Lampley - Sam Liggins - Rolando Little - Aaron Mitchell - Dustin Mitchell - Courtney Nelson - Elijah Obade - Johny Philips - Griffin Ramme - Jeff Rogers - Rodrick Stewart - Jacques Streeter | - Tom Tankelewicz - Antabia Waller - C.J.Webster - Travon Woodall - Rickey Young - Vedran Bosnic - Damir Nicevic - Uluğ Kaçaniku - Fisnik Juniku - Florian Rexhepi - Andi Shehu - William Njoku - Kabine Sissoko - Marlon Pompey - Elvan Iljazi - David Crouse - Olasumbo Atoyebi - Marcel Jones |

## Entrenadores
| Nombre          | Años          |
| --------------- | ------------- |
| Jeton Nixha     | 2008–2010     |
| Dervish Agaj    | 2010–2011     |
| Naser Oskacek   | 2011-2012     |
| Edin Kerveshi   | 2012-2014     |
| Miodrag Baletić | 2014-2015     |
| Petar Mijović   | 2015-presente |